# Zetten (druktechniek)

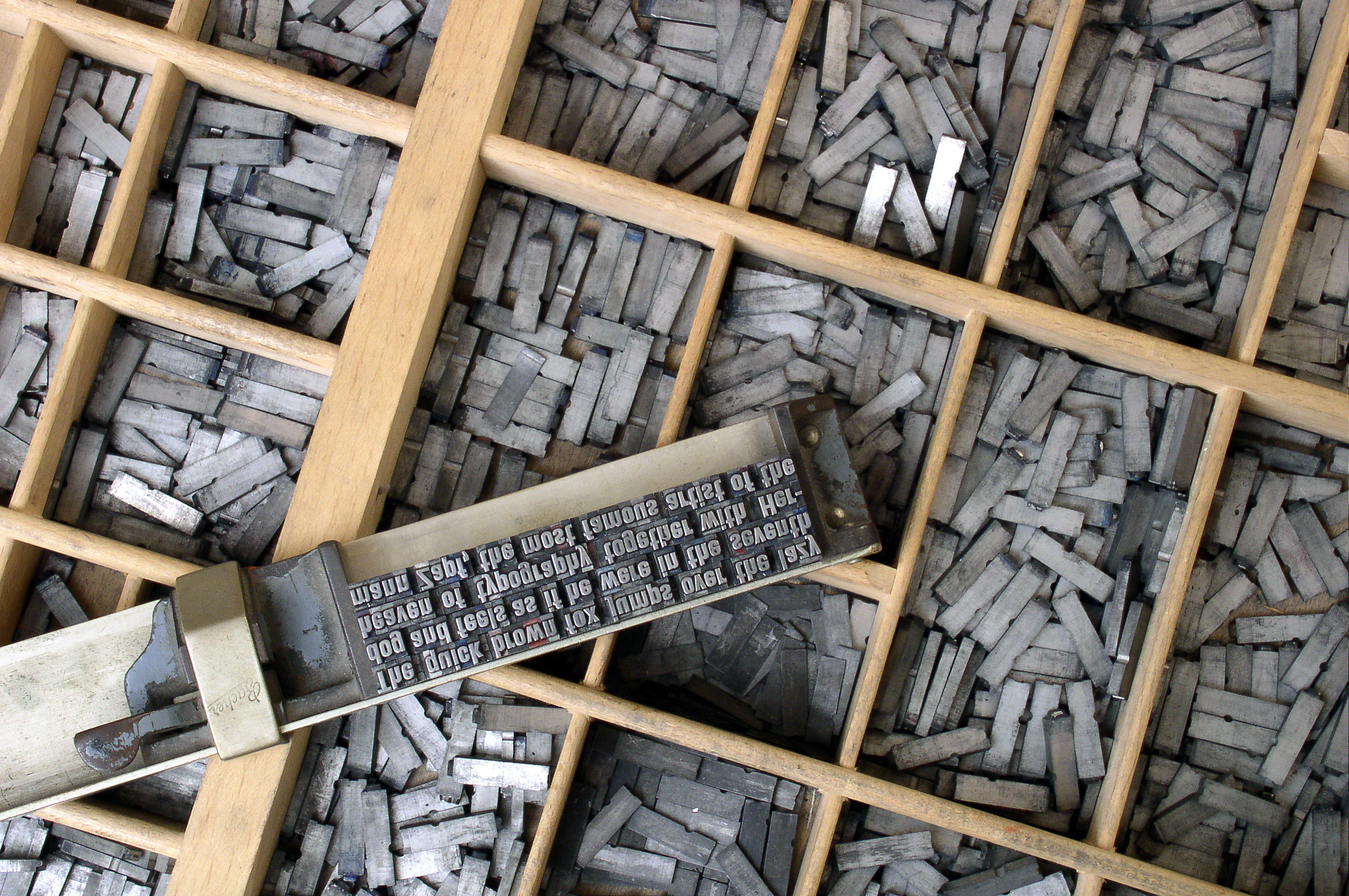
Loden letters

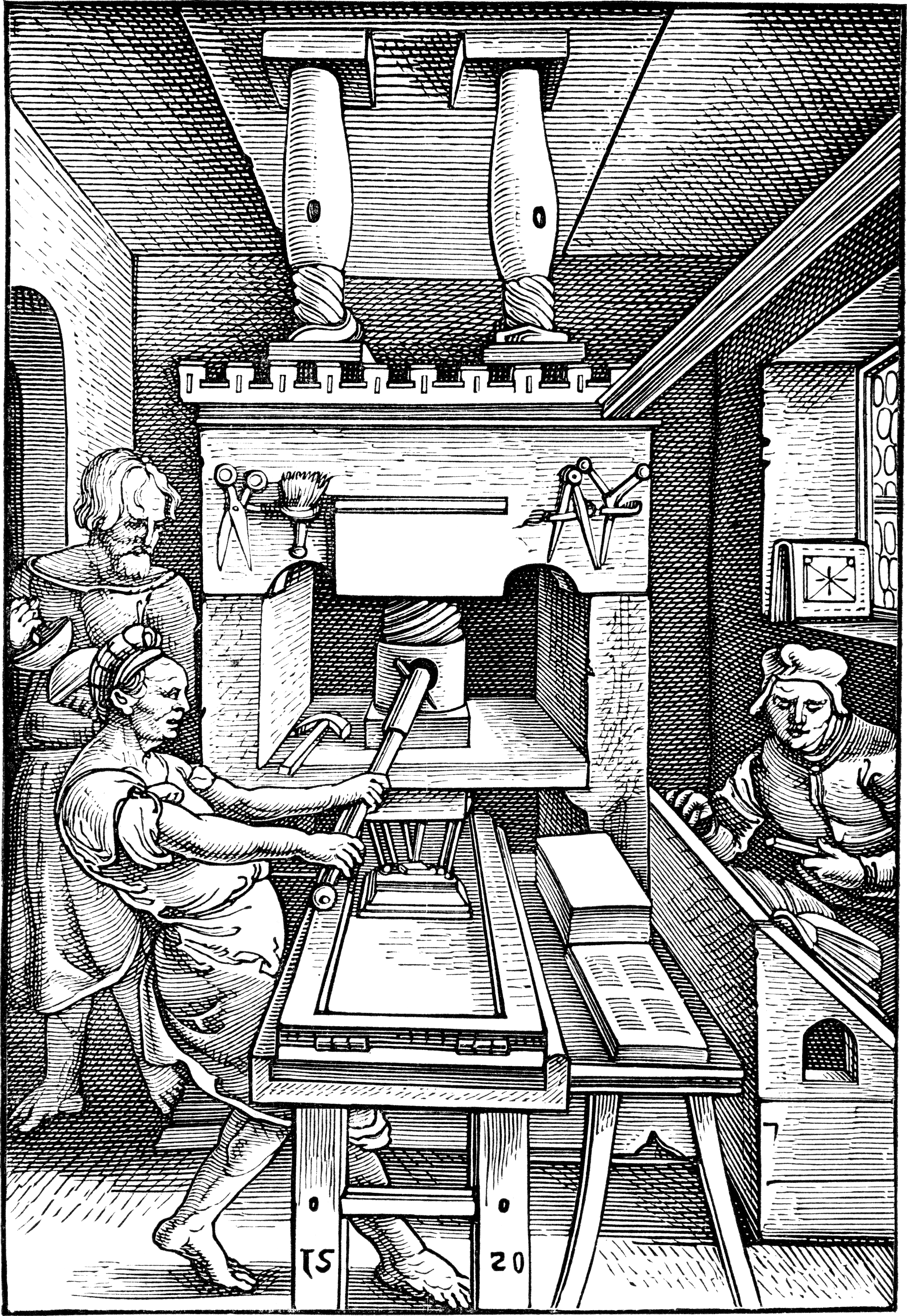
Drukpers rond 1520

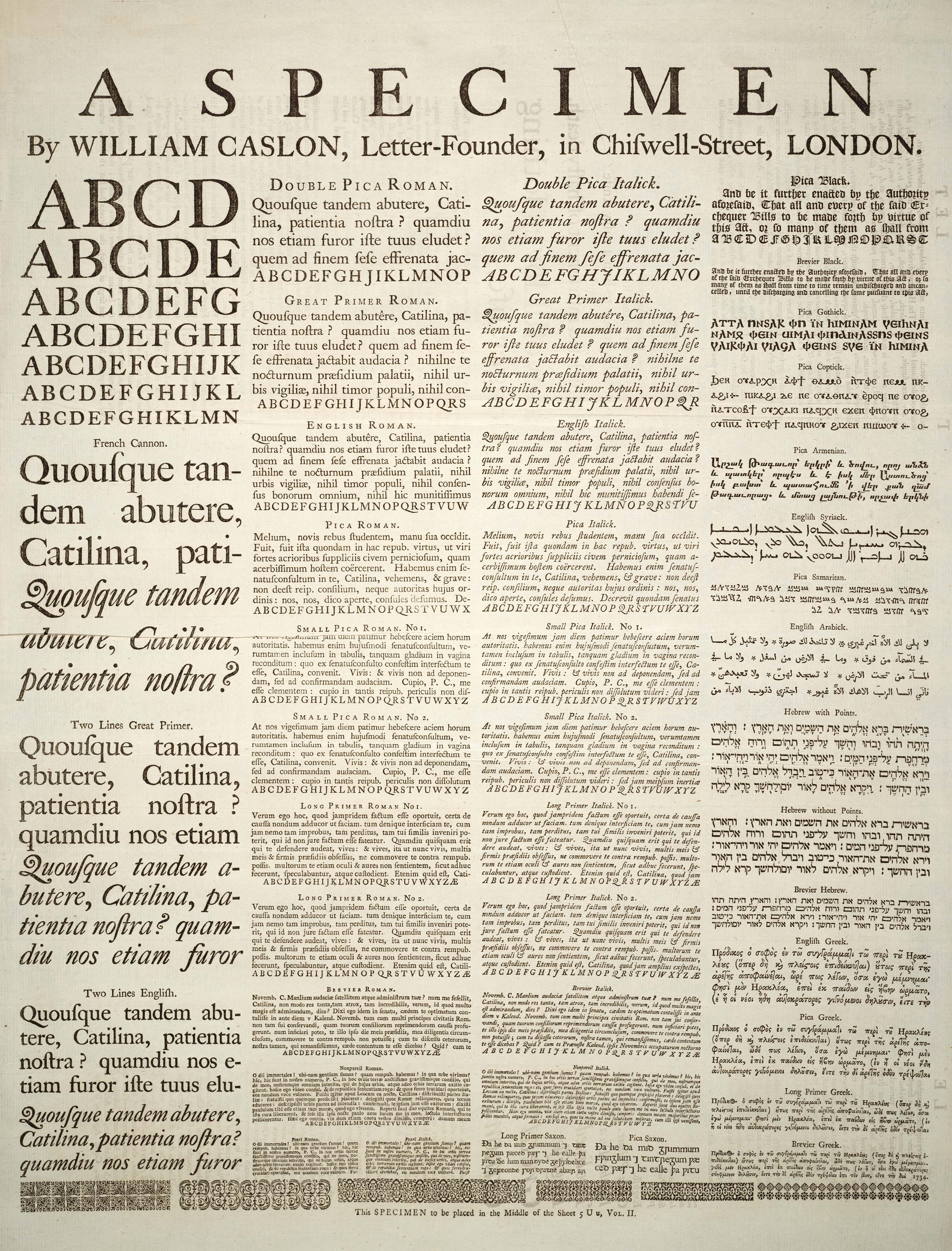
Specimen van een set fonts van letterontwerper William Caslon in Chambers' Cyclopaedia (1728)

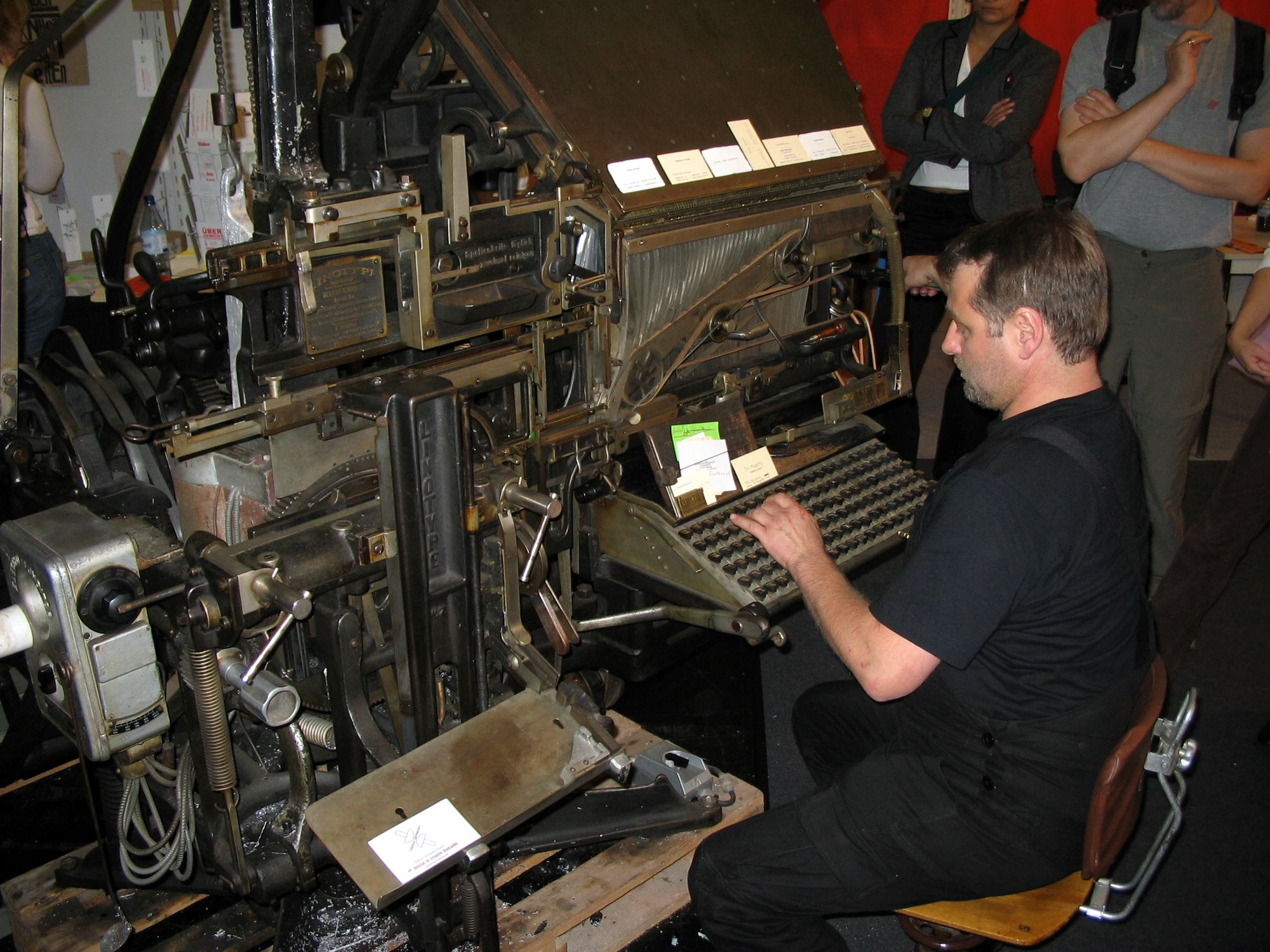
Typograaf aan een Linotype-zetmachine

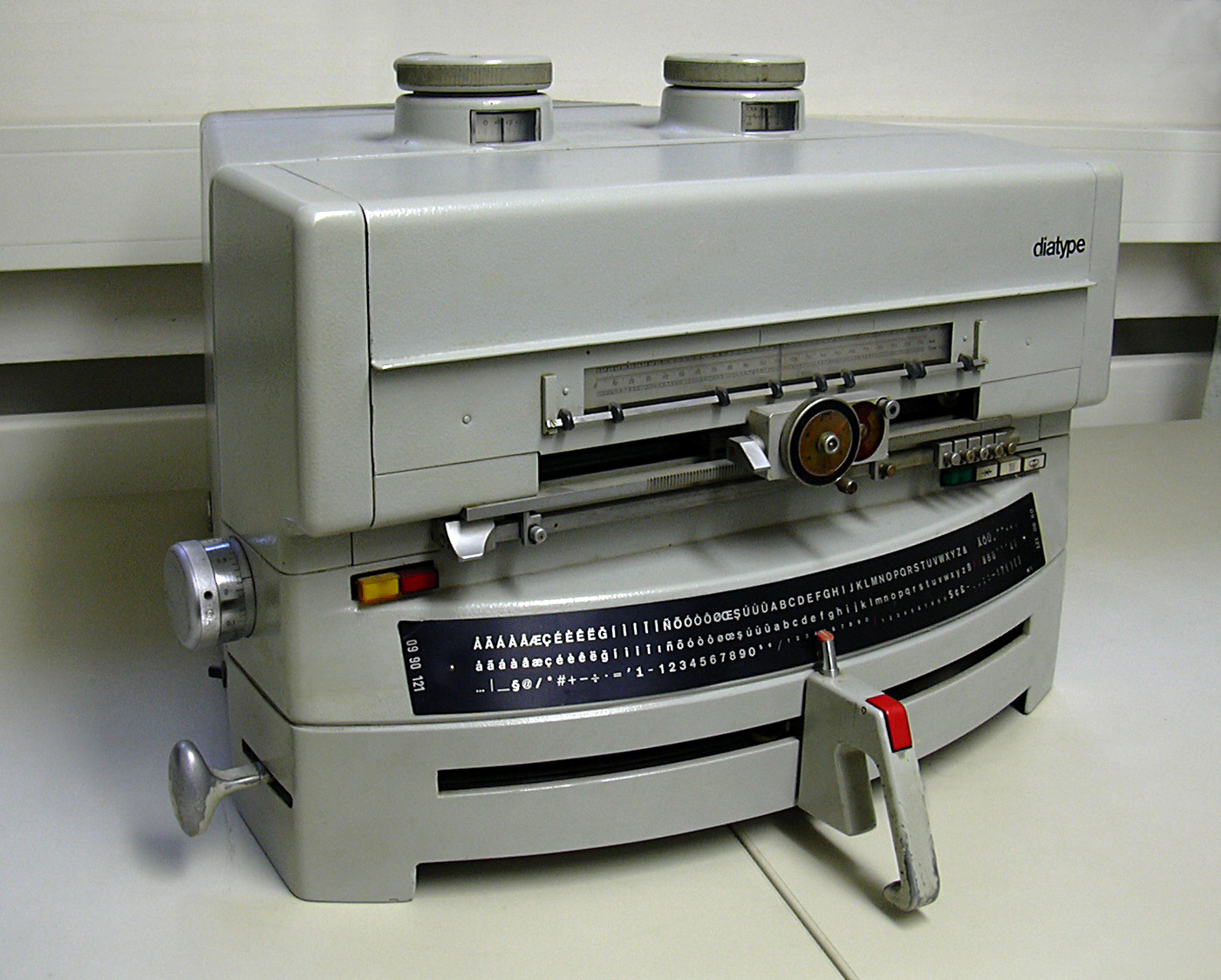
Diatype zetmachine

Zetten is het eerste proces in de reeks processen uit de boekdrukkunst. Bij het zetten wordt ervoor gezorgd dat de lettertekens en bijbehorende karakters (en de afbeeldingen) op de juiste plaats in de drukvorm terechtkomen.

## Geschiedenis
Een van de technieken die deel uitmaken van de boekdrukkunst, die werd uitgevonden door Johannes Gutenberg uit Mainz, is het zetten van tekst uit loden letters.
De zetter had in de zetterij beschikking over meerdere kasten (laden) met loden letters in allerlei soorten en maten. Deze kasten waren op een gestandaardiseerde manier ingedeeld in kleine vakken, zodat de zetter die 'aan de bok' werkte blindelings de juiste letter kon pakken. Kleine letters lagen in de onderste kast, hoofdletters in de kast daarboven. Zo ontstonden de begrippen onderkast (kleine letter) en bovenkast (hoofdletter).
De zetter kon het zetsel op een proefpers of degelpers afdrukken om het resultaat te bekijken en correcties te kunnen uitvoeren. Daarna werd de eigenlijke oplage gedrukt in de drukkerij.
Bij het uit elkaar nemen van het zetsel, het distribueren, werd er zorgvuldig op gelet dat iedere letter weer in de juiste kast en in het juiste vakje terechtkwam.
Het handzetten werd aan het begin van de twintigste eeuw naar de achtergrond gedrongen door de komst van de zetmachine. Machinezetten gebeurde door het via een toetsenbord ingeven van tekst die letter voor letter uit een gietvorm (matrijs) werd gegoten in zogenoemde Monotype-machines. Een tweede methode, in dezelfde periode ontwikkeld, giet na toetsenbordcommando's gehele regels; de zogenoemde Linotype-methode. Beide methoden zijn tot de jaren zeventig in de westerse wereld in gebruik gebleven.

## Hedendaags zetten
Vanaf de jaren zestig kwam het fotografisch zetten (fotozetten) op, dat een regelrechte voorloper is van het hedendaagse laserzetten. Door de opkomst van de computer op de werkplek is de tekstinvoer geheel gedigitaliseerd en vergt het zetten van zelfs een gehele krantenpagina nog slechts twee minuten. Deze nieuwe methode van zetten die nu door de meeste drukkers wordt toegepast wordt desktop publishing genoemd. De meest gebruikte drukmethode werd offsetdruk. Bedrijven die de films voor de drukplaten voorbereiden worden nog steeds lithografische bedrijven genoemd.